# France 24
France 24 – grupa kanałów informacyjnych uruchomionych przez grupę TF1 i France Télévisions – osobny dla każdej z czterech wersji językowych (angielskiej, arabskiej, francuskiej, hiszpańskiej). Docelowo nadawane przez satelitę oraz za pośrednictwem sieci kablowych: na terenie Europy, Afryki, Bliskim Wschodzie i USA. Jest dostępny także za pomocą aplikacji na telefony komórkowe z systemem Android (dotyczy wersji angielskiej i francuskiej), gdzie udostępnia swoje programy w postaci VoD i sygnał stacji. Kanał ma być francuską konkurencją dla BBC, CNN, Al-Dżaziry i VOA Worldnet TV. Cały projekt jest finansowany przez rząd francuski w kwocie 200 mln euro.
Stacja współpracuje również z licznymi mediami francuskimi i francuskojęzycznymi: AFP, arte, Euronews, RFI, TV5 Monde, Société de Radiodiffusion et de télévision Française pour l’Outre-mer (La 1ère) oraz agencją Reuters. France 24 w wersji arabskiej ogląda 88% widzów w Algierii i 80% w Maroku. Stacja zatrudnia ponad 360 osób, w tym 170 dziennikarzy 30 narodowości. 

## Ramówka
Co pół godziny serwisy newsowe, reportaże, kroniki lifestylowe, portrety znanych postaci, programy kulturalne oraz prognoza pogody dla całego świata.